# Partição da Bélgica
A divisão ou partição da Bélgica ou a dissolução do Estado belga, por meio da separação da população de língua neerlandesa da região de Flandres e Bruxelas da população de língua francesa da região de Valônia e Bruxelas, concedendo-lhes ou a independência ou adesão respectivas para Países Baixos e França, está atualmente sendo discutida na imprensa belga e internacional. O conceito baseia-se nas tensões étnicas e socioeconômicas de longa data entre as duas comunidades, bem como a continuidade geográfica e cultural da Valônia com a França e de Flandres, com a Holanda.
Segundo estimativas, 59% da população belga fala holandês (chamado coloquialmente flamengo), enquanto 40% falam francês. A maioria dos 6,23 milhões de falantes do holandês vivem na região norte de Flandres, enquanto 3,32 milhões de francófonos estão concentrados no sul, na região de Valônia. A Região de Bruxelas-Capital é oficialmente bilíngue, no entanto, 85% da população fala francês. Além disso, 73 mil pessoas do leste da Valônia formam parte da pequena comunidade de língua alemã.
Graças ao poder político e econômico da aristocracia francesa, o francês se tornou a língua oficial em toda a Bélgica em 1898. Apesar da forte reação de Flandres, o holandês não foi declarado oficial nesta região até 1921. A isso adiciona-se a influência francesa em Bruxelas, uma cidade onde, até 1950, o holandês era língua maioritária, que hoje é falada por apenas 15% da população. Além disso, embora a região francesa foi marcada pelo crescimento econômico durante o século XIX, a indústria valã entrou em declínio, enquanto que Flandres cresceu rapidamente durante o século XX e levou a dependência excessiva do sul ao norte.
Embora a dissolução de um Estado-membro da União Europeia levaria a admissão automática de estados resultantes[carece de fontes?], existem na Europa discrepâncias sobre a sua adequação, pois acredita que poderia ser o caminho para continuar a encorajar o separatismo em outras regiões como País Basco e Catalunha na Espanha ou a Escócia no Reino Unido. Em relação a isto e, dada a heterogeneidade cultural da população belga e suas semelhanças respectivas com os países vizinhos, alguns círculos conservadores propõem a dissolução do Estado belga e sua integração com os países vizinhos: Flandres aos Países Baixos, Valônia à França e a comunidade germanófona do leste da Valônia à Alemanha. Propõe-se também que, em tal caso, que a cidade de Bruxelas se torne um assunto federal administrado diretamente pela União Europeia que agiria como a capital da união.